# În URSS nu există sex
„În URSS nu există sex” este o frază înaripată, sursa căreia este Ludmila Nikolaevna Ivanova, una dintre participantele proiectului televizat „Femeile discută cu femeile”, realizat împreună cu participante din Statele Unite. Emisiunea a fost înregistrată la 28 iunie 1986 și a difuzată la data de 17 iulie a aceluiași an. Despre circumstanțele în care această frază a fost pronunțată există două versiuni. Vladimir Pozner⁠(d), prezentatorul emisiunii, susține că participantele americane se plângeau de faptul că în SUA exploatarea sexuală pasivă a femeii în cadrul publicității depășește orice limite și s-a interesat dacă în URSS este aceeași situație. Conform acestei versiuni, Ivanova a răspuns: „La noi nu există sex...”, după care a pufnit în râs și a continuat printre sughițuri: „...la televiziune”. În Dicționarul citatelor contemporane de Constantin Dușenko, la această frază apare următorul comentariu:
„Întrebarea din Boston «În țara noastră de asemenea se evidențiază problema sexului la minori <...> În spoturile noastre publicitare, toate se rotesc în jurul... sexului. Aveți cumva aceeași problemă?» a fost urmată de răspunsul «Păi, la noi nu există sex. Suntem categoric împotrivă.», completat cu «Sex avem, nu și publicitate...»”
Ludmila Ivanova, cea care a „scăpat” aceste cuvinte, are o cu totul altă percepție a celor întâmplate:
„Deci, s-a început emisiunea și una dintre participantele americane [sic!] spune: «din cauza războiului din Afganistan, voi în genere nu trebuie să mai practicați sexul cu bărbații voștri, și atunci nu vor mai pleca la război». Și tot bătea cu degetele în masă. Eu le-am răspuns: «nu avem sex în URSS, dar avem iubire. Nici voi nu stăteați fără treabă cât bărbații voștri luptau în Vietnam».
Toți au memorat doar începutul frazei. Dar oare nu am dreptate? Într-adevăr, cuvântul «sex» noi îl consideram unul necizelat. Noi nu făceam sex, ci ne iubeam. Asta voiam să spun.”